# Henryk Brokman

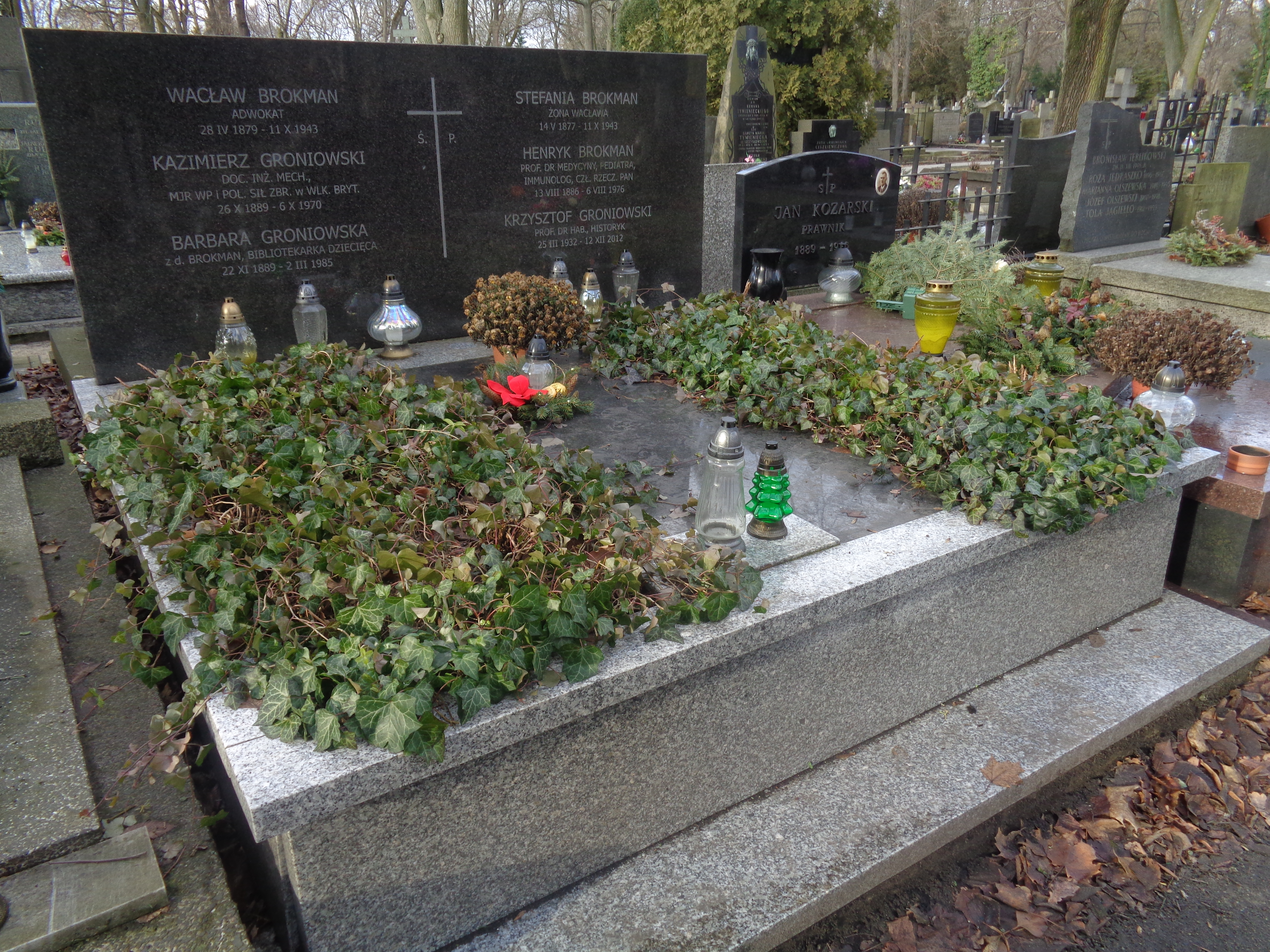
Grób Henryka Brokmana na cmentarzu Powązkowskim w Warszawie

Henryk Brokman (ur. 13 sierpnia 1886 w Warszawie, zm. 6 sierpnia 1976 tamże) – polski lekarz żydowskiego pochodzenia, profesor. Specjalizował się w zagadnieniach z zakresu pediatrii, immunologii i chorób zakaźnych. 

## Życiorys
Urodził się w rodzinie Leopolda (1849–1932) i Heleny z Rotwandów (ur. 1852). Brat Barbary Jadwigi Groniowskiej (1889–1985), bibliotekarki. W czasach gimnazjalnych i studiów uniwersyteckich działał w ruchu patriotycznym. Od 1904 studiował medycynę na Wydziale Lekarskim Cesarskiego Uniwersytetu Warszawskiego, jednak wskutek udziału w strajku szkolnym z 1905 został relegowany z uczelni. Następnie przeniósł się do Berlina, doktoryzował się w 1911 w Heidelbergu, pisząc rozprawę pt. Über gruppenspezifische Strukturen des tierischen Blutes. W następnych latach kontynuował studia w Charkowie i Zurychu (1911–1915). Habilitował się z kolei w 1932. Tematem jego pracy habilitacyjnej były badania nad patogenezą płonicy. Tytuł profesora uzyskał na wniosek Rady Wydziału Lekarskiego UW.
Odbył staż internistyczny u prof. Władysława Janowskiego w Szpitalu Dzieciątka Jezus w Warszawie, a od 1913 rozpoczął specjalizację u prof. Emila Feera w Klinice Pediatrycznej w Zurychu. W latach 1915–1918 był lekarzem wojskowym w armii rosyjskiej, w 1920, podczas wojny polsko-bolszewickiej, lekarz oddziałów zakaźnych w szpitalu wojskowym w Modlinie.
Podczas okupacji niemieckiej przebywał z żoną w getcie warszawskim, z którego wyszli 28 lipca 1942 przez gmach Sądów na Lesznie. Po stronie aryjskiej opiekował się nimi dr Aleksander Jackowski, który organizował im kolejne mieszkania. W czasie powstania warszawskiego w oddziale „Bakcyl”, pracował w punkcie opatrunkowym Obwodu V Mokotów. Po upadku powstania wyszedł wraz żoną z miasta z ludnością cywilną i schronił się w Częstochowie.
W latach 1945–1946 – profesor, dyrektor i kierownik Katedry oraz Kliniki Chorób Zakaźnych Wydziału Lekarskiego Uniwersytetu Łódzkiego, w latach 1946–1953 – kierownik Katedry i Kliniki Chorób Dzieci w Akademii Lekarskiej w Gdańsku (od 1950 Akademia Medyczna), w latach 1953–1962 – kierownik Kliniki Terapii Oddziału Pediatrycznego Wydziału Lekarskiego Akademii Medycznej w Warszawie.
W okresie 1961–1970 przewodniczący Rady Naukowej Instytutu Matki i Dziecka w Warszawie. W latach 1955–1976 redaktor naczelny kwartalnika Pediatria Polska. Prezes Polskiego Towarzystwa Pediatrycznego. Członek korespondent Polskiej Akademii Nauk od 1954 roku, w poczet członków rzeczywistych tej instytucji został przyjęty w 1966. Doktor honoris causa WUM (1975).
Był żonaty z Jadwigą (ur. 1893), szwagrem fizykochemika Kazimierza Fajansa, przyjacielem Ludwika Hirszfelda. 
Zmarł 6 sierpnia 1976 w Warszawie, pochowany wraz z Wacławem i Stefanią Brokmanami na cmentarzu Powązkowskim w Warszawie (kwatera 142-3-8,9).

## Ordery i odznaczenia
- Złoty Krzyż Zasługi (30 stycznia 1939)[12]
- Medal 10-lecia Polski Ludowej (13 stycznia 1955)[13]

## Nagrody
- Nagroda Państwowa III stopnia za prace kliniczno-badawcze nad etiologią biegunek niemowlęcych (1955)[14]